# Олимпус (компанија)
Олимпус (Olympus) је јапанска компанија специјализована за оптику. Основана је 12. октобра 1919, када је почела са израдом термометара и микроскопа.

## Историја
Компанија је названа по грчкој гори Олимп, седишту грчких богова. За време Другог светског рата потпуно су прешли на оптику, када су се и преименовали у Олимпус Оптикал (енгл. Olympus Optical).
Данас је Олимпус познат по квалитетним фото-апаратима, ендоскопима, микроскопима бинокуларима и двогледима.

## Развој
Олимпус је 2003. године као први произвођач представио ултразвучно чишћење сензора (SSWF - Super Sonic Wave Filter), који је код Олимпуса одличног квалитета. Конкуренција код Никона и Кенона је то представила тек 2007. Систем је значајан ради превенције сакупљања нечисточа на сензору (прашина).
2006.  модел Олимпус Е-330 је међу првим ДСЛР фото-апаратима који су поседовали  лајввју (LiveView) опцију (први је био Кенонов модел ЕОС20а, септембар 2005). Реч је о реалном приказу мотива на ЛЦД екрану. До тада је реални приказ био могућ само преко оптичког тражила.

## Квалитетна сочива
У склопу Олимпус компаније се производе и сочива (објективи) под именом Зуико. По квалитети и оценама та сочива постижу одличне резултате (оштру и квалитетну слику). За пример објектив Зуико ЕД ф/2.0 50 мм важи за објектив који даје најоштрију и квалитетнију слику од свих произвођача. Такође један од најбољих важи Зуико ЕД 12-60 мм ф/2.8-4.0

## Галерија
- Популарна Олимпусова серија микро четириТрећине ПЕН Е-П1
- Олимпус ВН-120 диктафон из 2003. године.